# 本巣市立弾正小学校
本巣市立弾正小学校（もとすしりつ だんじょうしょうがっこう）は、岐阜県本巣市の公立小学校。

## 就学区域
- 政田、国領、下福島、温井、浅木、海老[1]
- 本巣市は学校選択制を導入しており、就学区域外の本巣市内在住者でも、1年生の入学時および転入時においてのみ弾正小学校を選択することが可能[1][2]。

## 沿革
- 1874年（明治7年） - 政田村、国領村、浅木村、温井村、海老村、下福島村、森村が共同で、教倫学校を開校する。校舎は政田村柳原に設置。
- 1878年（明治11年） -  政田村竹後に移転。
- 1883年（明治17年） -  
  - 森村が教倫学校より脱退、貫学学校（現・瑞穂市立西小学校）に合流する。
  - 知新学校、漸々学校、好問学校、教倫学校、真桑小学校が合併し、斬文学校（現・本巣市立真桑小学校）となる。本校は旧・知新学校に設置され、教倫学校は斬文学校第二出張所となる。
- 1886年（明治19年） - 第二出張所が分離独立し、政田尋常小学校となる。
- 1891年（明治24年） - 濃尾地震で校舎全壊。七五三村民家を仮校舎とする（1893年まで）。
- 1897年（明治30年）4月1日 - 政田村、浅木村、温井村、海老村、下福島村が合併し、本巣郡弾正村が発足。
- 1922年（大正10年） - 高等科を設置。
- 1941年（昭和16年） - 弾正国民学校に改称する。
- 1947年（昭和22年） - 弾正村立弾正小学校に改称する。
- 1955年（昭和30年）4月1日 - 真桑村と弾正村が合併し、真正村が発足。同時に真正村立弾正小学校に改称する。
- 1964年（昭和39年）4月1日 - 町制施行により真正町となる。同時に真正町立弾正小学校に改称する。
- 1975年（昭和50年） - 新校舎（現在の校舎）が完成。
- 2004年（平成16年） - 本巣町、真正町、糸貫町、根尾村が合併し本巣市が発足。同時に本巣市立弾正小学校に改称する。

## 進学先中学校
- 本巣市立真正中学校